# Шер, Йон
Йон Шер (нем. John Schehr; 9 февраля 1896, Альтона, Пруссия — 1 февраля 1934, концлагерь Колумбия-Хаус) — немецкий политик, председатель Коммунистической партии Германии.

## Биография
Родом из рабочей семьи, Шер выучился на слесаря. Вступил в СДПГ в 1912 году и спустя год вступил в Союз работников транспорта. Работал в Гамбургском порту, где и познакомился с Эрнстом Тельманом. В 1917 году Шер вступил в НСДПГ, а в 1919 году — в КПГ. С 1925 года являлся кандидатом в члены ЦК КПГ, в 1929 вошёл в состав ЦК. В 1932 году был избран депутатом прусского ландтага и с июля того же года по 1933 год являлся депутатом рейхстага. После ареста Эрнста Тельмана в 1933 году и до своей смерти являлся председателем КПГ. Был арестован 13 ноября 1933 года и доставлен в концентрационный лагерь «Колумбия» в Берлине. Шер последовательно отказывался на допросах предоставлять гестапо информацию о людях и событиях, связанных с конспиративной работой, и был расстрелян 1 февраля 1934 года. За расстрел несёт персональную ответственность эсэсовец Бруно Заттлер.